# Miroslava (princesa)
Miroslava (en griego: Мирослава) fue una de las hijas del zar Samuel de Bulgaria y su consorte Ágata. La princesa Miroslava se enamoró del noble bizantino cautivo Ashot Taronita, que era de origen armenio, y amenazó con suicidarse si no se le permitía casarse con este. Samuel accedió y nombró a Ashot gobernador de Dirraquio.
Posteriormente Ashot se puso en contacto con los bizantinos locales y el influyente Juan Criselio, el suegro de Samuel. Ashot y Miroslava abordaron uno de los barcos bizantinos que habían sitiado la ciudad y huyeron a Constantinopla. En la capital bizantina, el emperador Basilio II concedió a Ashot el título de patricio y Miroslava fue honrada con el título de zoste patricia (dama de compañía).